# Pitcairnia bakiorum
Pitcairnia bakiorum är en gräsväxtart som beskrevs av José Manuel Manzanares och Walter Till. Pitcairnia bakiorum ingår i släktet Pitcairnia och familjen Bromeliaceae.
Artens utbredningsområde är Ecuador. Inga underarter finns listade i Catalogue of Life.